# Jacques Sereys
Jacques Sereys est un acteur et metteur en scène français, sociétaire honoraire de la Comédie-Française, né le 2 juin 1928 à Saint-Maurice (Seine) et mort le 31 décembre 2022 dans le 7e arrondissement de Paris.

## Biographie

### Jeunesse et études
Jacques Noël Sereys naît en 1928 à Saint-Maurice, alors dans le département de la Seine.
Élevé par une mère célibataire, brodeuse de son état, il passe son enfance à Marseille. Il gagne sa vie dès l'âge de 14 ans en entrant au Crédit lyonnais, rue Saint-Ferréol. Chargé de l'accueil des clients au palier de la direction, il y côtoie de nombreux notables marseillais qui rendent visite à son illustre directeur, Louis-Bernard Dancausse, qui préside alors l'Olympique de Marseille et la Ligue française de football. L'accueil théâtral qu'il leur réserve ainsi que les tirades qu'il déclame en entrant dans les nombreux services de la banque lui attirent la sympathie de tout l'établissement[réf. nécessaire]. Décidé à en faire son métier, il s'installe à Paris en 1947.

### Comédie-Française
Jacques Sereys est reçu au Conservatoire national d'art dramatique en 1951 dans la classe d'Henri Rollan. Muni de deux Premiers prix de Comédie classique et moderne, il est engagé dès sa sortie en 1955 à la Comédie-Française où il passe dix ans, tout d'abord comme pensionnaire, puis comme sociétaire à partir de 1959. Il en démissionne en 1964 pour se consacrer au théâtre de boulevard, où il continue de côtoyer d'anciens partenaires comme Jacques Charon et Robert Hirsch, et à la comédie musicale avant de réintégrer la Comédie-Française en 1977 et de retrouver - fait exceptionnel - son statut de sociétaire en 1979. De 1979 à 1988, il exerce aussi en tant que professeur au Conservatoire national supérieur d'art dramatique. Pour ce qui est de la Comédie-Française, ayant fait valoir ses droits à la retraite en 1997 et aussitôt nommé sociétaire honoraire, il retrouve sa liberté, collaborant notamment avec Jérôme Savary sous la direction duquel il avait chanté Ménélas dans La Belle Hélène de Jacques Offenbach à l'Opéra-Comique en 1983. Il joue ainsi L'Avare
en 1999 au théâtre national de Chaillot et au théâtre des Célestins et La Mascotte, opéra-comique d'Edmond Audran, au Capitole de Toulouse et à l'Opéra-Comique en 1999 et 2001.

### Dernières années
Jacques Sereys continue à se produire régulièrement à la Comédie-Française, comme son statut le lui permet, jusqu'en 2014. Passionné de littérature, il conçoit en 2005 un « seul en scène » autour de l’œuvre de Marcel Proust, Du côté de chez Proust, et demande à Jean-Luc Tardieu, avec lequel il vient de créer Le Vent des peupliers de Gérald Sibleyras au théâtre Montparnasse, de le mettre en scène. De cette collaboration naîtront trois autres spectacles :  Au soleil de Daudet d'après l’œuvre d'Alphonse Daudet en 2007, À la recherche du temps Charlus d'après Proust en 2011 et Si Guitry m'était conté d'après l’œuvre de Sacha Guitry en 2015-2016, ainsi que la reprise de Cocteau-Marais, conçu et créé par Jean Marais et Jean-Luc Tardieu en 1983 d'après l'œuvre de Jean Cocteau.

### Vie privée
Jacques Sereys épouse le 4 mars 1961 Philippine de Rothschild, actrice connue sous le nom de scène de « Philippine Pascal », rencontrée alors qu'ils sont tous deux pensionnaires à la Comédie-Française. Le couple a ensuite deux enfants : Camille née en 1961 et Philippe né en 1963. Ils cessent de vivre ensemble dès le début des années 1970 et divorcent près de trente ans plus tard le 25 octobre 1999. Leurs enfants, aujourd'hui propriétaires des domaines viticoles Château Mouton Rothschild, Château d'Armailhac et Château Clerc Milon, ont été autorisés à s'appeler Sereys de Rothschild par décrets des 12 octobre 1971 et 10 janvier 1972[réf. souhaitée].

### Mort
Jacques Sereys meurt le 31 décembre 2022 dans le 7e arrondissement de Paris à l'âge de 94 ans,,.

## Théâtre

### En tant que comédien

#### À la Comédie-Française
- 1952 : Hernani de Victor Hugo, mise en scène Henri Rollan, Comédie-Française : Don Garci Suarez (en tant qu'élève du conservatoire)
- 1955 : Est-il bon ? Est-il méchant ? de Denis Diderot, mise en scène Henri Rollan, Comédie-Française : M. de Surmont
- 1955 : Feu la mère de Madame de Georges Feydeau, mise en scène Fernand Ledoux, Comédie-Française : Lucien
- 1955 : Jeanne d’Arc de Charles Péguy, mise en scène Jean Marchat, Comédie-Française : Charles VII
- 1956 : Les Fâcheux de Molière, mise en scène Jacques Charon, Comédie-Française : Caritidès
- 1956 : Les Fourberies de Scapin de Molière, mise en scène Jacques Charon, Comédie-Française : Géronte
- 1956 : Les Plaideurs de Racine, mise en scène Robert Manuel, Comédie-Française : Léandre
- 1957 : Le Menteur de Corneille, mise en scène Jacques Charon, Comédie-Française
- 1957 : Le Dindon de Georges Feydeau, mise en scène Jean Meyer, Comédie-Française : Rédillon
- 1957 : Polydora d'André Gillois, mise en scène de l'auteur, Comédie-Française au théâtre de l'Odéon : Tyrtée
- 1957 : Le Menteur de Corneille, mise en scène Jacques Charon, Comédie-Française : Dorante
- 1957 : La Seconde Surprise de l'amour de Marivaux, mise en scène Hélène Perdrière, Comédie-Française : Hortensius
- 1957 : Amphitryon de Molière, mise en scène Jean Meyer, Comédie-Française
- 1957-1958 : Le Bourgeois gentilhomme de Molière, mise en scène Jean Meyer, Comédie-Française : maître à danser
- 1958 : Le Maître de Santiago de Henry de Montherlant, mise en scène Henri Rollan, Comédie-Française : le Marquis de Vargas
- 1958 : Amphitryon de Molière, mise en scène Jean Meyer, Comédie-Française : Mercure
- 1958 : La Critique de l'École des femmes de Molière, mise en scène Jean Meyer, Comédie-Française : le Marquis
- 1958 : Le Malade imaginaire de Molière, mise en scène Robert Manuel, Comédie-Française : Polichinelle
- 1958 : Un roi, deux dames et un valet de François Porché d'après Madame Simone, mise en scène Jacques Sereys, salle du Luxembourg : Bontemps
- 1959 : Port-Royal d'Henry de Montherlant, mise en scène Jean Meyer, Comédie-Française : l'Official
- 1959 : Un jeune homme pressé d’Eugène Labiche, Comédie-Française : Pontbichet
- 1959 : Électre de Jean Giraudoux, mise en scène Pierre Dux, Comédie-Française : le Mendiant
- 1960 : La Méprise de Marivaux, mise en scène Jacques Sereys, Comédie-Française : Frontin
- 1960 : Le Misanthrope de Molière, mise en scène Pierre Dux, Comédie-Française : Philinte
- 1961 : Le Legs de Marivaux, mise en scène Jacques Sereys, Comédie-Française : le Marquis
- 1961 : L'Âne et le Ruisseau d'Alfred de Musset, mise en scène Jacques Sereys, Comédie-Française : le marquis de Berny
- 1961 : Un fil à la patte de Georges Feydeau, mise en scène Jacques Charon, Comédie-Française : Chenneviette
- 1962 : Le Menteur de Corneille, mise en scène Jacques Charon, Comédie-Française : Dorante
- 1962 : Élizabeth, la femme sans homme d'André Josset, mise en scène Henri Rollan, Comédie-Française : Robert Cecil
- 1962 : Supplément au voyage de Cook de Jean Giraudoux, mise en scène Jacques Charon, Comédie-Française : Outourou
- 1963 : Les Caprices de Marianne d'Alfred de Musset, mise en scène Julien Bertheau, Comédie-Française : Octave
- 1963 : La Troupe du Roy : Hommage à Molière par les Comédiens français d'après Molière, La Grange et Nicolas Boileau, Comédie-Française : Trissotin
- 1964 : Les Sincères de Marivaux, mise en scène Jacques Sereys, Comédie-Française : Ergaste
- 1977 : Doit-on le dire ? d'Eugène Labiche, adaptation Jean Marsan, mise en scène Jean-Laurent Cochet, Comédie-Française : Muserolle
- 1978 : Britannicus de Racine, mise en scène Jean-Pierre Miquel, Comédie-Française : Narcisse
- 1978 : Les Femmes savantes de Molière, mise en scène Jean-Paul Roussillon, Comédie-Française : Vadius
- 1978-1979 : La Trilogie de la villégiature de Carlo Goldoni, mise en scène Giorgio Strehler, Comédie-Française au Théâtre national de l'Odéon
- 1979 : Le Barbier de Séville de Beaumarchais, mise en scène Michel Etcheverry, Comédie-Française : don Bazile
- 1979 : La Tour de Babel de Fernando Arrabal, mise en scène Jorge Lavelli, Comédie-Française au Théâtre national de l'Odéon : le marquis de Cerralbo / Fermin de Cerralbo / Cervantès
- 1980 : Port-Royal d'Henry de Montherlant, mise en scène Jean Meyer, Comédie-Française : Péréfixe
- 1980 : La Folle de Chaillot de Jean Giraudoux, mise en scène Michel Fagadau, Comédie-Française : le Chiffonnier
- 1980 : Les Plaisirs de l'île enchantée de Molière, mise en scène Maurice Béjart, Comédie-Française : Pancrace / Marphurius
- 1980 : Le Bourgeois gentilhomme de Molière, mise en scène Jean-Laurent Cochet, Comédie-Française : le Maître de philosophie
- 1981 : La locandiera de Carlo Goldoni, mise en scène Jacques Lassalle, Comédie-Française : le Marquis de Forlipopoli
- 1981 : La Dame de chez Maxim de Georges Feydeau, mise en scène Jean-Paul Roussillon, Comédie-Française : Varlin
- 1982 : Marie Tudor de Victor Hugo, mise en scène Jean-Luc Boutté, Comédie-Française : un homme
- 1983 : L'École des femmes de Molière, mise en scène Jacques Rosner, Comédie-Française : Chrysalde
- 1985 : Le Balcon de Jean Genet, mise en scène Georges Lavaudant, Comédie-Française : l'envoyé de la Reine
- 1985 : L'Imprésario de Smyrne de Carlo Goldoni, mise en scène Jean-Luc Boutté, Comédie-Française : le Comte Lasca
- 1987 : Polyeucte de Corneille, mise en scène Jorge Lavelli, Comédie-Française : Félix
- 1987 : Crucifixion dans un boudoir turc de Jean Gruault, mise en scène Guy Michel, Comédie-Française au Théâtre national de l'Odéon : Watson
- 1987 : Monsieur de Pourceaugnac de Molière, mise en scène Pierre Mondy, Comédie-Française : M. de Pourceaugnac
- 1987 : Monsieur chasse ! de Georges Feydeau, mise en scène Yves Pignot, Comédie-Française au théâtre de la Porte-Saint-Martin : Duchotel
- 1989 : La Vie de Galilée de Bertolt Brecht, mise en scène Antoine Vitez, Comédie-Française : le Cardinal inquisiteur
- 1992 : La serva amorosa de Carlo Goldoni, mise en scène Jacques Lassalle, Comédie-Française : Ottavio
- 1993 : Dom Juan ou le Festin de pierre de Molière, mise en scène Jacques Lassalle, Comédie-Française au Festival d'Avignon (cour d'Honneur) : Dom Louis / la voix du commandeur
- 1994 : Hamlet de William Shakespeare, mise en scène Georges Lavaudant, Comédie-Française : Polonius
- 1996 : Moi d'Eugène Labiche et Édouard Martin, mise en scène Jean-Louis Benoît, Comédie-Française
- 2009-2010 : Cocteau-Marais d'après l'œuvre de Jean Cocteau, conçu et réalisé par Jean Marais et Jean-Luc Tardieu, mise en scène Jean-Luc Tardieu, studio-théâtre de la Comédie-Française, théâtre de l'Ouest parisien, Festival d'Anjou (Château du Plessis-Macé), tournée France-Belgique-Suisse
- 2011 : À la recherche du temps Charlus d'après l'œuvre de Marcel Proust, mise en scène Jean-Luc Tardieu, studio-théâtre de la Comédie-Française, théâtre de l'Ouest parisien
- 2012 : Du côté de chez Proust et À la recherche du temps Charlus de Jacques Sereys d'après l'œuvre de Marcel Proust, mise en scène Jean-Luc Tardieu, studio-théâtre de la Comédie-Française

#### Hors Comédie-Française
- 1954 : Crinolines et Guillotine d'Henry Monnier, mise en scène Christine Tsingos, théâtre de la Gaîté-Montparnasse
- 1966 : Vacances pour Jessica de Carolyn Green, mise en scène Edmond Tamiz, théâtre Antoine[10] : Bill
- 1966 : Les Trente Millions de Gladiator d'Eugène Labiche et Philippe Gille, mise en scène José Valverde, théâtre Gérard-Philipe, théâtre de Caen : Gladiator
- 1967 : Les Fantasticks (en), comédie musicale de Tom Jones (en) et Harvey Schmidt (en), mise en scène Jacques Sereys, théâtre La Bruyère
- 1967 : Judith de Jean Giraudoux, mise en scène Jacques Sereys, Festival de Bellac, Grand théâtre romain de Fourvière : Egon
- 1968 : Désiré et Le Renard et la Grenouillede Sacha Guitry, mise en scène Pierre Dux, théâtre du Palais-Royal : Adrien Corniche / Lucien
- 1968 : Nekrassov de Jean-Paul Sartre, mise en scène Hubert Gignoux, Centre dramatique de l'Est, théâtre municipal de Colmar : Georges de Valera
- 1969 : Occupe-toi d'Amélie de Georges Feydeau, mise en scène Jacques Charon, théâtre de la Madeleine : le Prince
- 1969 : L'Aiglon d'Edmond Rostand, mise en scène Jacques Sereys, théâtre du Châtelet : le prince de Metternich
- 1970 : Les Enfants d'Édouard de Marc-Gilbert Sauvajon, mise en scène Jean-Paul Cisife, théâtre des Bouffes-Parisiens : Ian Letzaresko
- 1971 : Joyeuse Pomme de Jack Pulman, a Albert Husson, mise scène Jacques Rosny, théâtre des Célestins : Marcel Clermont
- 1971 : Tout dans le jardin d'Edward Albee, adaptation Henri Robillot, mise scène Jacques Rosner, Mai Musical / Grand Théâtre de Bordeaux : Jack
- 1972 : Ah ! la police de papa de Raymond Castans, mise en scène Jacques Charon, théâtre des Bouffes-Parisiens : Albert
- 1973 : La Royale Performance de Marcel Mithois, mise en scène Jean-Pierre Delage, théâtre des Bouffes-Parisiens : Mahmoud III
- 1974 : Monsieur Amilcar d'Yves Jamiaque, mise en scène Jacques Charon, théâtre des Bouffes-Parisiens : Machou
- 1975 : Napoléon III à la barre de l'histoire d'André Castelot, mise en scène Jean-Laurent Cochet, théâtre du Palais-Royal : Napoléon III
- 1976 : N'écoutez pas, mesdames ! de Sacha Guitry, mise en scène Michel Roux, théâtre Saint-Georges
- 1976 : Nina d'André Roussin, mise en scène Jean-Laurent Cochet, théâtre des Nouveautés : Adolphe Tessier
- 1980 : Dites-moi que j'ai du talent ! de Bernard Da Costa, diffusion France Culture
- 1983 : La Belle Hélène de Jacques Offenbach, mise en scène Jérôme Savary, Opéra-Comique : Ménélas
- 1984 : La Cage aux folles de Jean Poiret, mise en scène Pierre Mondy, théâtre du Palais-Royal : Georges
- 1986 : L'École des femmes de Molière, mise en scène Jacques Sereys, festival de Carcassonne, Grand Théâtre de la Cité, festival Gérard-Philipe de Ramatuelle, maison de la culture de Bourges : Chrysalde
- 1999 : La Mascotte d'Edmond Audran, mise en scène Jérôme Savary, Opéra de Montpellier, Capitole de Toulouse : Laurent XVII
- 1999-2000 : L'Avare de Molière, mise en scène Jérôme Savary, Centre national de création d'Orléans, Théâtre national de Chaillot, théâtre des Célestins
- 2001: La Mascotte d'Edmond Audran, mise en scène Jérôme Savary, Opéra de Marseille, Opéra-Comique : Laurent XVII
- 2003: Le Vent des peupliers de Gérald Sibleyras, mise en scène Jean-Luc Tardieu, théâtre Montparnasse
- 2005: Du côté de chez Proust de Jacques Sereys d'après l’œuvre de Marcel Proust, mise en scène Jean-Luc Tardieu, théâtre Montparnasse
- 2007 : Au soleil de Daudet de Jacques Sereys d'après l’œuvre d'Alphonse Daudet, mise en scène Jean-Luc Tardieu, Le Pin Galant et tournée
- 2015-2016 : Si Guitry m'était conté de Jacques Sereys d'après l’œuvre de Sacha Guitry, mise en scène Jean-Luc Tardieu, théâtre Montparnasse, théâtre de l'Ouest parisien, festivals, tournée

### En tant que metteur en scène

#### À la Comédie-Française
- 1958 : Un roi, deux dames et un valet de François Porché d'après Madame Simone, Comédie-Française
- 1960 : La Méprise de Marivaux, Comédie-Française
- 1961 : Le Legs de Marivaux, Comédie-Française
- 1961 : L'Âne et le Ruisseau d'Alfred de Musset, Comédie-Française
- 1964 : Les Sincères de Marivaux, Comédie-Française
- 1982 : Intermezzo de Jean Giraudoux, Comédie-Française

#### Hors Comédie-Française
- 1962 : Un dimanche à New-York de Norman Krasna, adaptation Pierre Barillet et Jean-Pierre Gredy, théâtre du Palais-Royal
- 1965 : Bérénice de Jean Racine, théâtre de l'Ambigu-Comique
- 1966-1967 : Judith de Jean Giraudoux, Festival de Bellac, Grand théâtre romain de Fourvière
- 1967 : Les Fantasticks de Tom Jones (en) et Harvey Schmidt (en), adaptation France Roche, théâtre La Bruyère
- 1967 : Judith de Jean Giraudoux, Festival de Bellac, Grand théâtre romain de Fourvière : Egon
- 1969 : Le Vison voyageur de Ray Cooney et John Chapman, adaptation Jean-Loup Dabadie, théâtre du Gymnase
- 1969 : L'Aiglon d'Edmond Rostand, théâtre du Châtelet
- 1974 : Au théâtre ce soir : L'Or et la Paille de Pierre Barillet et Jean-Pierre Gredy, réalisation Georges Folgoas, théâtre Marigny
- 1976 : La Répétition ou l'Amour puni de Jean Anouilh, grange de Négron
- 1981 : Faisons un rêve de Sacha Guitry, théâtre de l'Athénée
- 1983 : Le Vison voyageur de Ray Cooney et John Chapman, adaptation Jean-Loup Dabadie, théâtre de la Michodière
- 1986 : L'École des femmes de Molière, festival de Carcassonne, Grand Théâtre de la Cité, festival Gérard-Philipe de Ramatuelle, maison de la culture de Bourges
- 1992 : La Fille sur la banquette arrière de Bernard Slade, adaptation Jean-Claude Carrière, théâtre Antoine
- 1995 : Le Vison voyageur de Ray Cooney et John Chapman, adaptation Jean-Loup Dabadie, théâtre de la Michodière

## Filmographie

### Cinéma
- 1956 : Molière de Norbert Tildian : le maître à danser
- 1962 : Les Démons de minuit de Marc Allégret et Charles Gérard
- 1963 : Le Feu follet de Louis Malle : Cyrille Lavaud
- 1968 : La Chamade d'Alain Cavalier : Johnny
- 1969 : Une saison en enfer de Nelo Risi
- 1971 : Le Souffle au cœur de Louis Malle
- 1976 : Le Gang de Jacques Deray : le préfet
- 1977 : L'État sauvage de Francis Girod : le Premier Ministre
- 1978 : Une histoire simple de Claude Sautet : Charles
- 1979 : I… comme Icare d'Henri Verneuil : Richard Mallory, chef des Services secrets
- 1980 : T'inquiète pas, ça se soigne d'Eddy Matalon : Jacques Duval
- 1983 : Le Bon Plaisir de Francis Girod : le secrétaire des affaires étrangères
- 1984 : L'Addition de Denis Amar : le directeur de la prison
- 1986 : La Galette du roi de Jean-Michel Ribes : voix du narrateur
- 1988 : La Petite Amie de Luc Béraud : Benoît
- 1989 : Le Bal du gouverneur de Marie-France Pisier : le gouverneur
- 1990 : Lacenaire de Francis Girod : Pertuizet
- 1991 : L'Opération Corned Beef de Jean-Marie Poiré : le Ministre de la Défense
- 1995 : Le Hussard sur le toit de Jean-Paul Rappeneau : le vieil homme
- 1997 : Comme des rois de François Velle : Botteret
- 1997 : Le Bossu de Philippe de Broca : Caylus
- 2003 : Chouchou de Merzak Allouache : le père de Stanislas
- 2007 : L'Heure zéro de Pascal Thomas : Trevoz
- 2007 : Disco de Fabien Onteniente : le père Navarre

### Télévision

#### Téléfilms
- 1966 : Comment ne pas épouser un milliardaire de Lazare Iglésis : Archibald Canfield
- 1970 : Un crime de bon ton de Henri Spade
- 1983 : Le Tartuffe de Molière, réalisation Marlène Bertin
- 1990 : Le Mari de l'ambassadeur de François Velle : Tancrède de Foy
- 1992 : Les Aventures du jeune Indiana Jones : le colonel Mathieu
- 1993 : Le Bœuf clandestin de Lazare Iglésis
- 2002 : La Chanson du maçon de Nina Companeez : Rudy
- 2002 : Ruy Blas de Victor Hugo, réalisation Jacques Weber : Don Guritan
- 2012 : Frère et Sœur de Denis Malleval : Félix Cellini

Au théâtre ce soir
- 1971 : Joyeuse Pomme de Jack Pulman, mise en scène Jacques Rosny, réalisation Pierre Sabbagh, théâtre Marigny
- 1973 : La Reine blanche  de Pierre Barillet et Jean-Pierre Gredy, mise en scène Jacques Sereys, réalisation Georges Folgoas, théâtre Marigny
- 1973 : Le Bonheur des autres de Robert Favart, uniquement mise en scène, réalisation Georges Folgoas, théâtre Marigny
- 1975 : Ah ! La Police de papa ! de Raymond Castans, mise en scène Jacques Charon, réalisation Pierre Sabbagh, théâtre Édouard-VII
- 1976 : Le Pirate de Raymond Castans, mise en scène Jacques Sereys, réalisation Pierre Sabbagh, théâtre Édouard-VII
- 1976 : Le Guilledou de Michael Clayton Hutton, mise en scène Robert Manuel, réalisation Pierre Sabbagh, théâtre Édouard-VII
- 1977 : La Libellule d'Aldo Nicolaj, mise en scène René Clermont, réalisation Pierre Sabbagh, théâtre Marigny
- 1977 : Appelez-moi maître de Renée et Gabriel Arout, mise en scène Georges Vitaly, réalisation Pierre Sabbagh, théâtre Marigny
- 1978 : Quadrille de Sacha Guitry, mise en scène René Clermont, réalisation Pierre Sabbagh, théâtre Marigny
- 1979 : Monsieur Amilcar d'Yves Jamiaque, mise en scène Max Fournel, réalisation Pierre Sabbagh, théâtre Marigny
- 1979 : Nina d'André Roussin, mise en scène Jean-Laurent Cochet, réalisation Pierre Sabbagh, théâtre Marigny

#### Séries télévisées
- 1976 : Adios d'André Michel
- 1988 : Palace de Jean-Michel Ribes
- 1993 : Nestor Burma (série télévisée), épisode « L'homme au sang bleu » (3.1) : Pierre de Fabrègues
- 1995 : Maigret, épisode « Maigret et l'affaire de Saint-Fiacre » : le docteur
- 2004 : Les Montana, épisode « Dérapage » : Doutreville père
- 2015 : Secrets d'Histoire, épisode « Louis XIV, l'homme et le Roi » : Louis XIV

## Distinctions

### Décorations
- Chevalier de la Légion d'honneur
- Commandeur de l'ordre national du Mérite
- Commandeur de l'ordre des Arts et des Lettres (16 juin 1994)[11].

### Récompenses
- Molière 2006 du Meilleur comédien pour Du côté de chez Proust.
- prix du Brigadier 2015 : Brigadier d'honneur pour l'ensemble de sa carrière.